# Rów Kosztowski
Rów Kosztowski – rów w Mysłowicach, prawobrzeżny dopływ Przemszy. Płynie z lasu w okolicach Wesołej i wpływa do Przemszy w okolicach Dziećkowic, na granicy z Jaworznem. Ma kilka kilometrów i należy do dorzecza Wisły. Jest znany także w gwarze śląskiej jako "przykopa". Wzdłuż niego teren jest złamany, bo w okolicach Kosztów wydobywano węgiel kamienny, który był do kilku metrów pod ziemią.